# ATP Challenger Mendoza
Das ATP Challenger Mendoza (offizieller Name: Challenger Mendoza) war ein 1995 und 2016 ausgetragenes Tennisturnier in Mendoza, Argentinien. Es war Teil der ATP Challenger Tour und wurde im Freien auf Sand ausgetragen.

## Liste der Sieger

### Einzel
| Jahr                         | Sieger          | Finalgegner        | Ergebnis      |
| ---------------------------- | --------------- | ------------------ | ------------- |
| 2016                         | Gerald Melzer   | Axel Michon        | 4:6, 6:4, 6:0 |
| 1996–2015: nicht ausgetragen |                 |                    |               |
| 1995                         | Johan van Herck | Juan Albert Viloca | 7:6, 6:1      |

### Doppel
| Jahr                         | Sieger                         | Finalgegner                     | Ergebnis         |
| ---------------------------- | ------------------------------ | ------------------------------- | ---------------- |
| 2016                         | Máximo González José Hernández | Julio Peralta Horacio Zeballos  | 4:6, 6:3, [10:1] |
| 1996–2015: nicht ausgetragen |                                |                                 |                  |
| 1995                         | Donald Johnson Jack Waite      | Márcio Carlsson Gustavo Kuerten | 6:3, 6:2         |